# Barrea
Barrea is een gemeente in de Italiaanse provincie L'Aquila (regio Abruzzen) en telt 777 inwoners (31-12-2004). De oppervlakte bedraagt 87,2 km², de bevolkingsdichtheid is 9 inwoners per km².

## Demografie
Barrea telt ongeveer 337 huishoudens. Het aantal inwoners daalde in de periode 1991-2001 met 10,2% volgens cijfers uit de tienjaarlijkse volkstellingen van ISTAT.
| Jaar | Inwoneraantal |
| ---- | ------------- |
| 1991 | 864           |
| 2001 | 776           |

## Geografie
De gemeente ligt op ongeveer 1060 m boven zeeniveau. Barrea grenst aan de volgende gemeenten: Alfedena, Civitella Alfedena, Picinisco (FR), Rivisondoli, Roccaraso, Scanno, Scontrone, Settefrati (FR), Villetta Barrea.

## Externe link

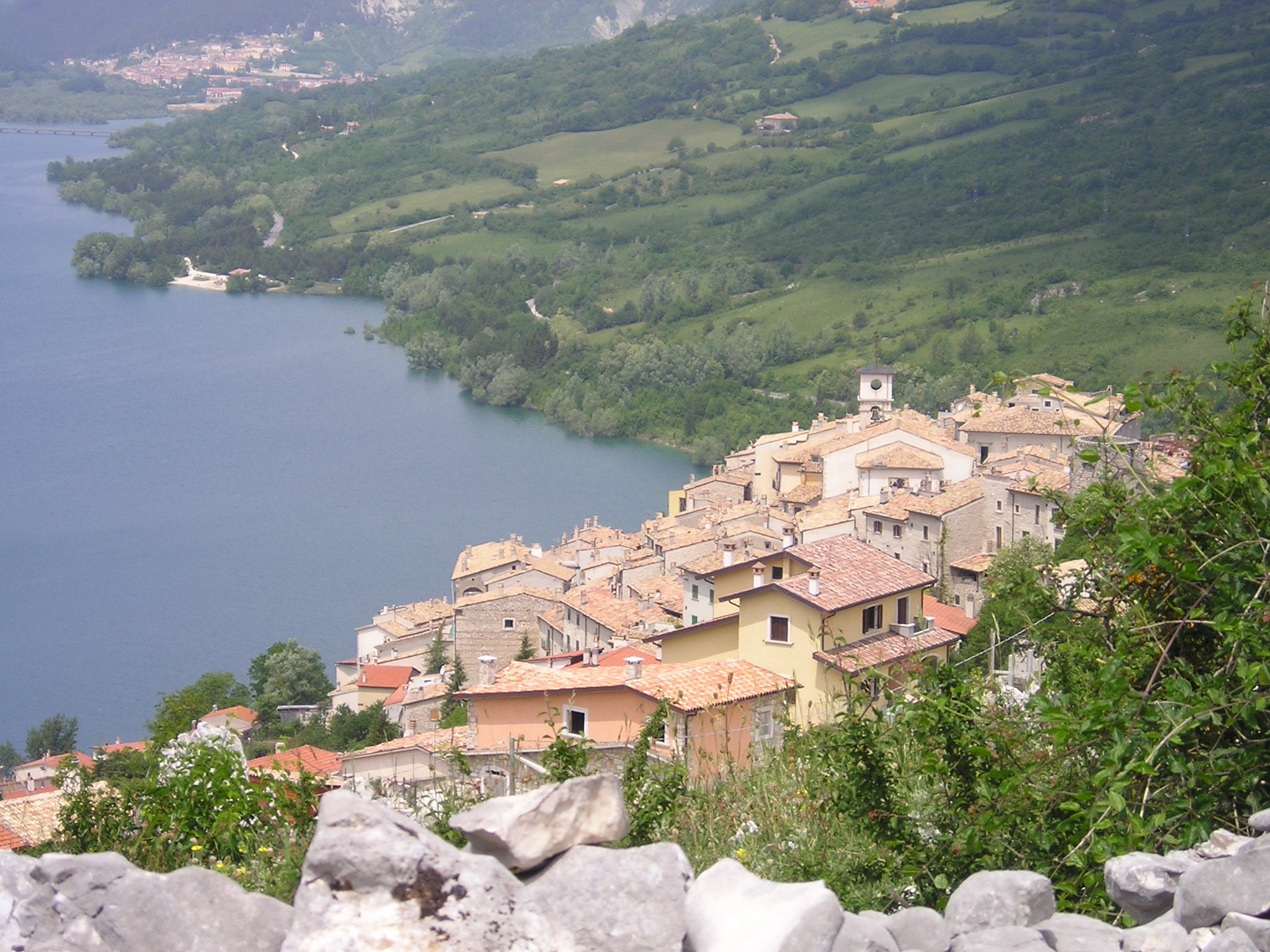
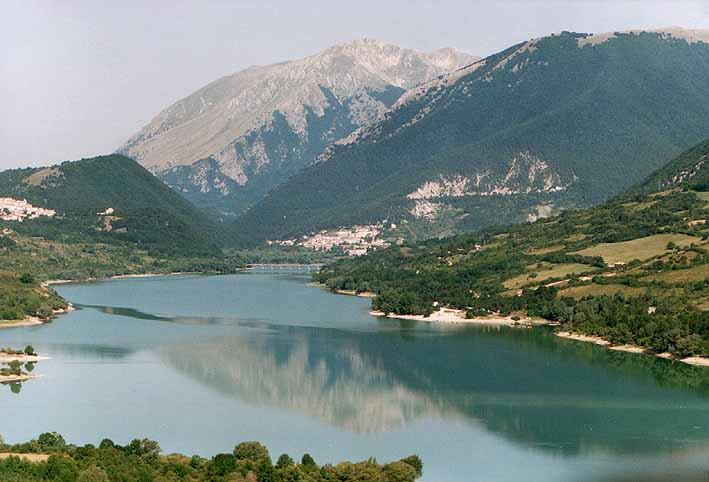
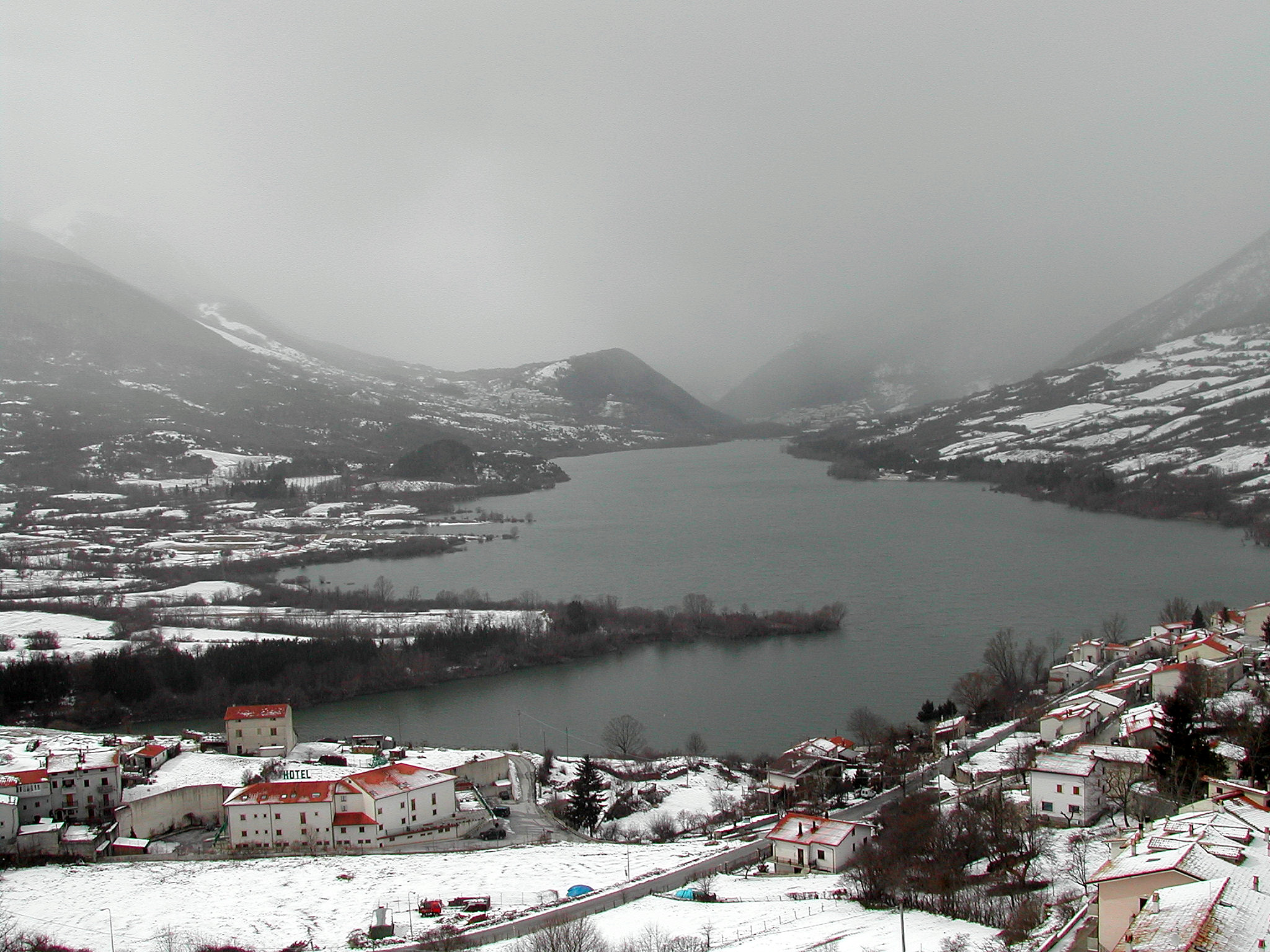
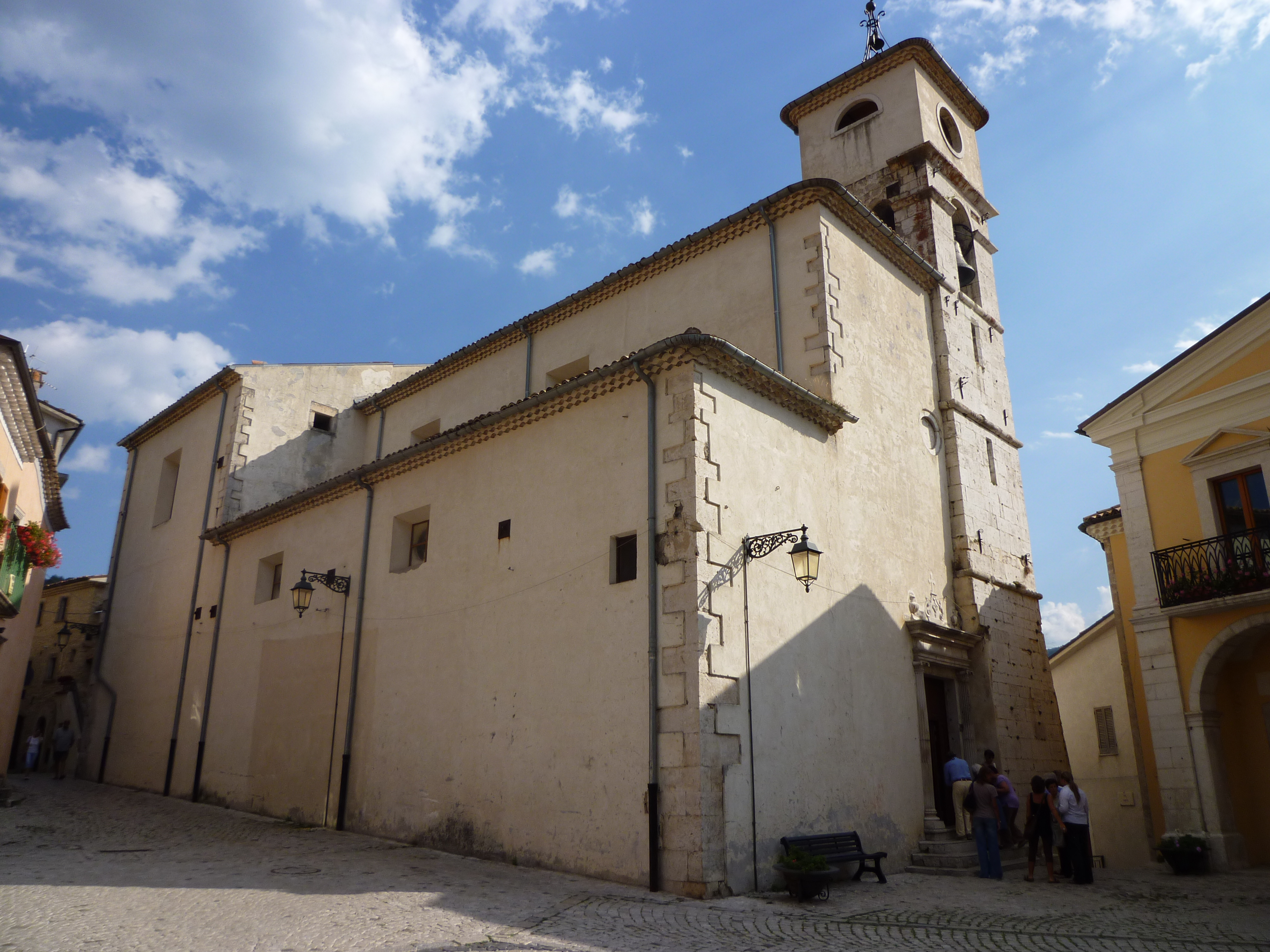
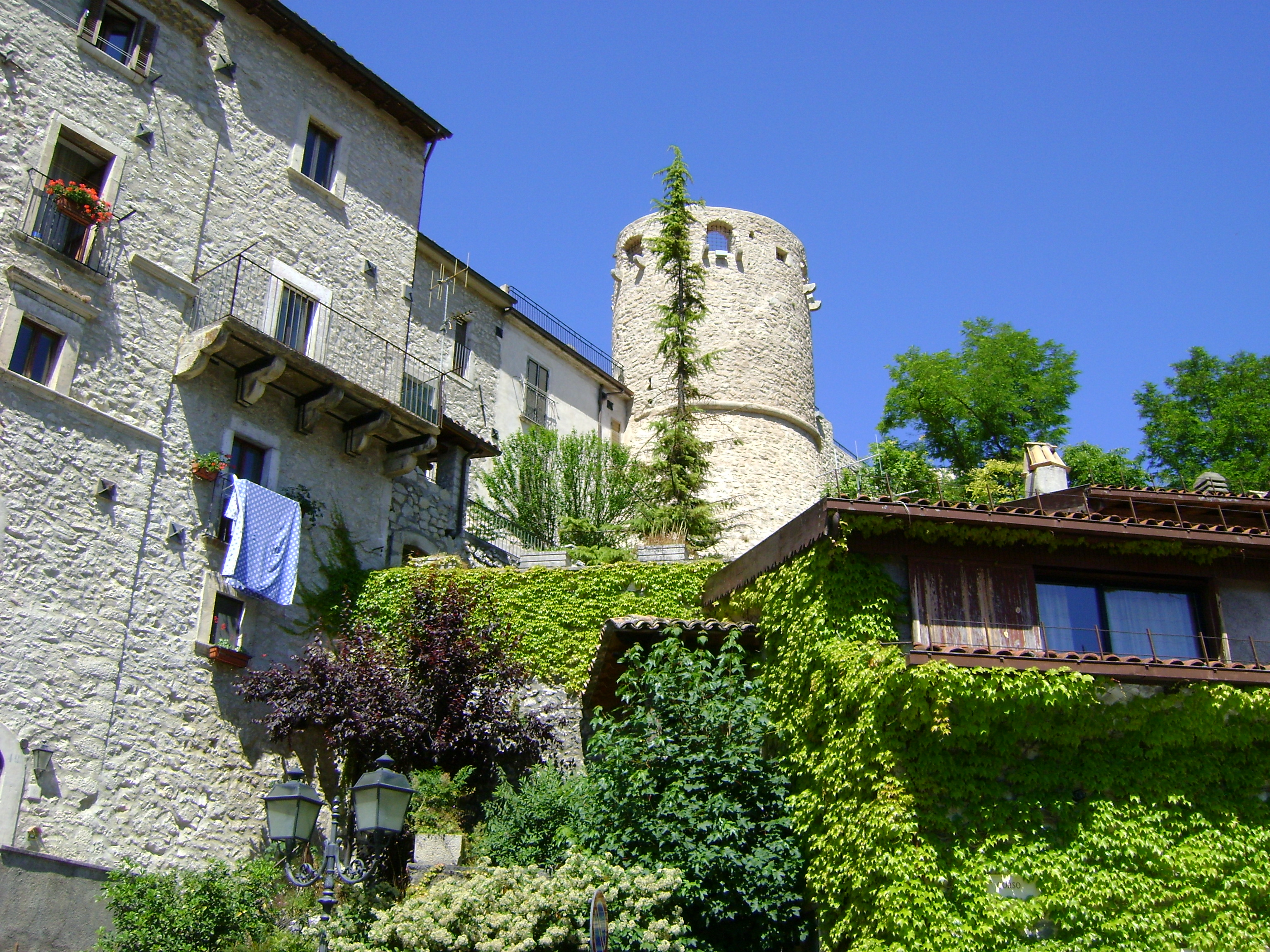
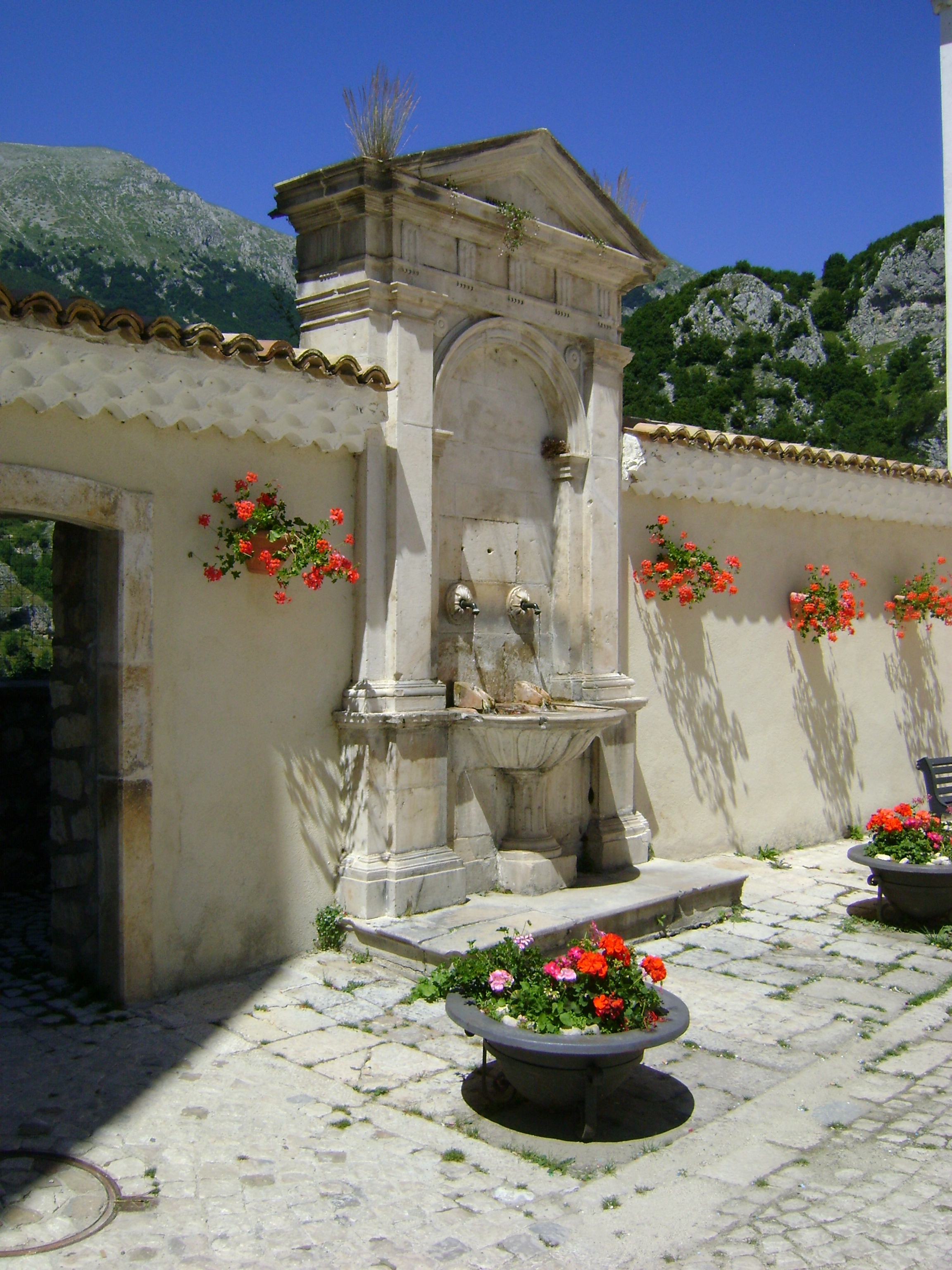
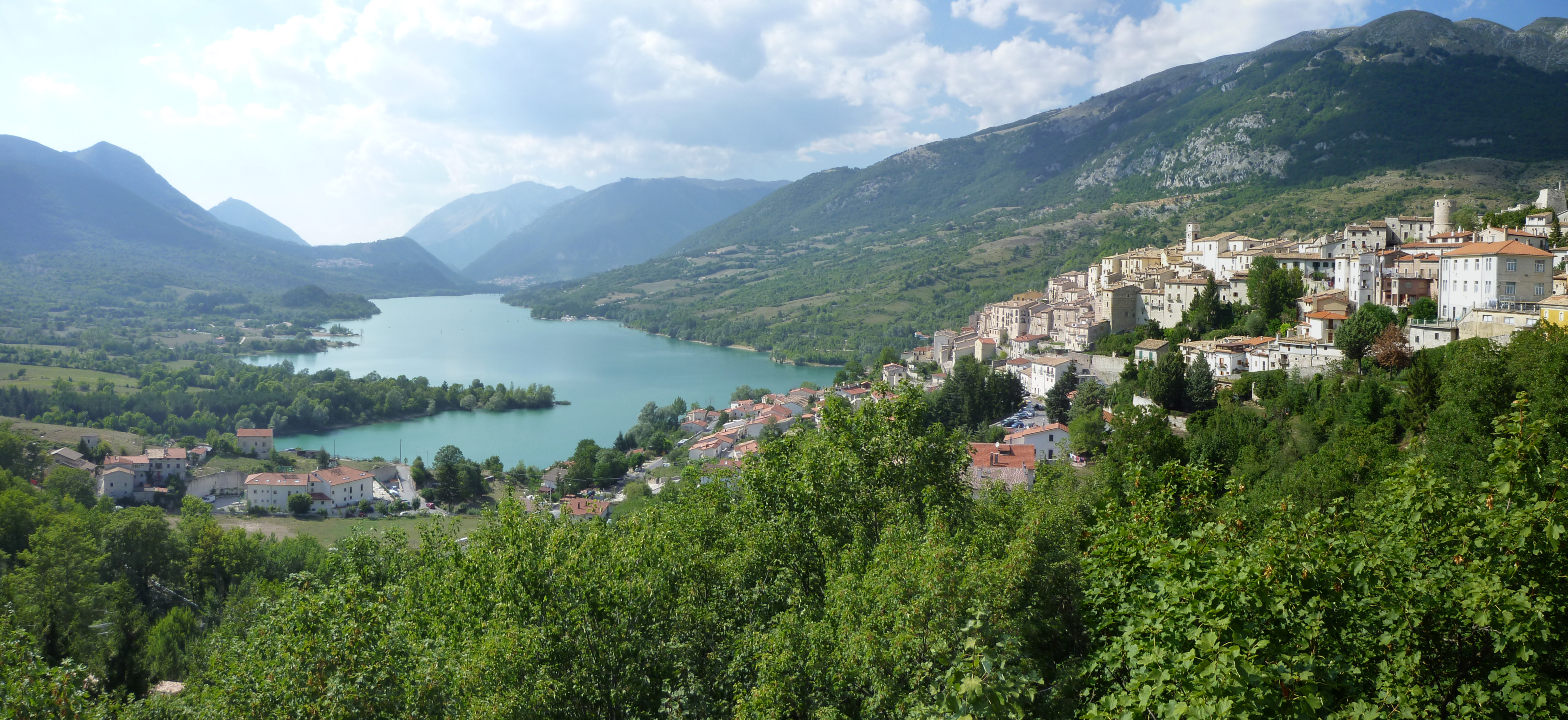
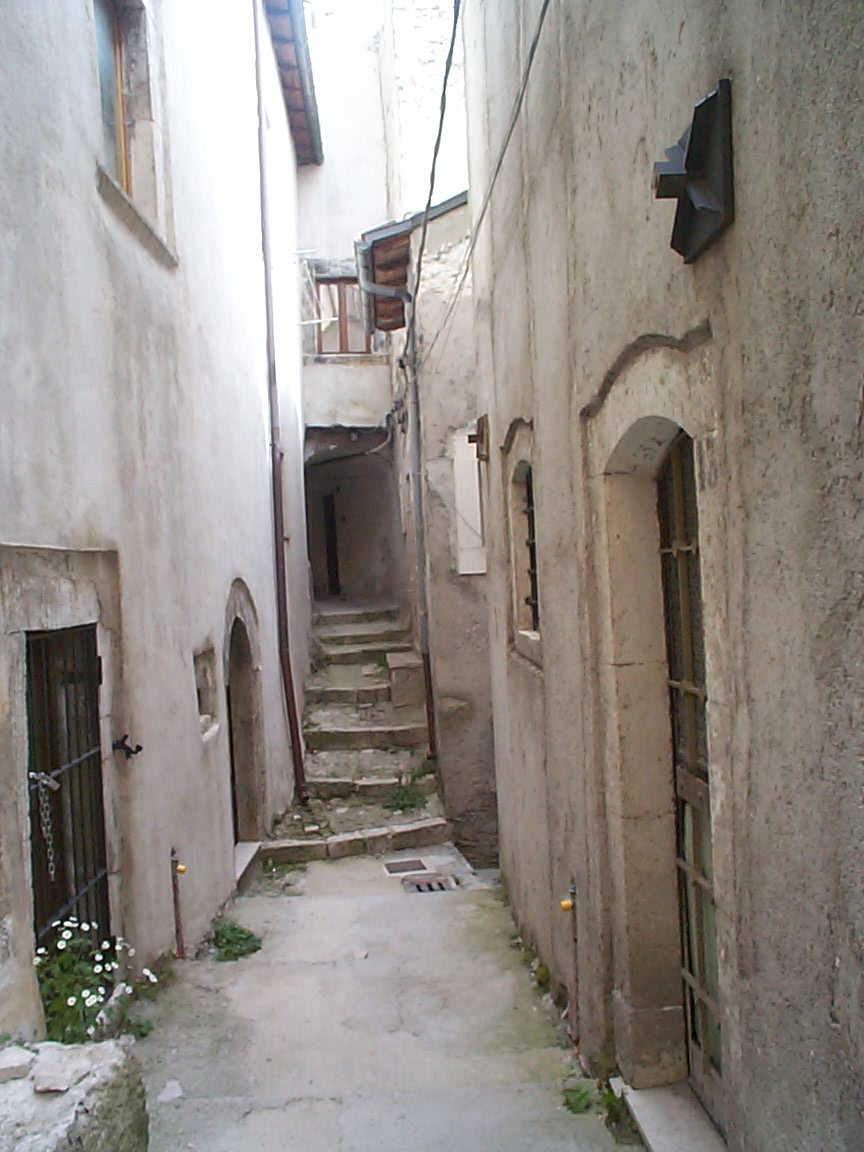